# Cyclopina balearica
Cyclopina balearica – gatunek widłonoga z rodziny Cyclopinidae. Nazwa naukowa tego gatunku skorupiaków została opublikowana w 1996 roku przez Geoffreya Allana Boxshalla i Damię Jaume.